# Jan Vermeyen

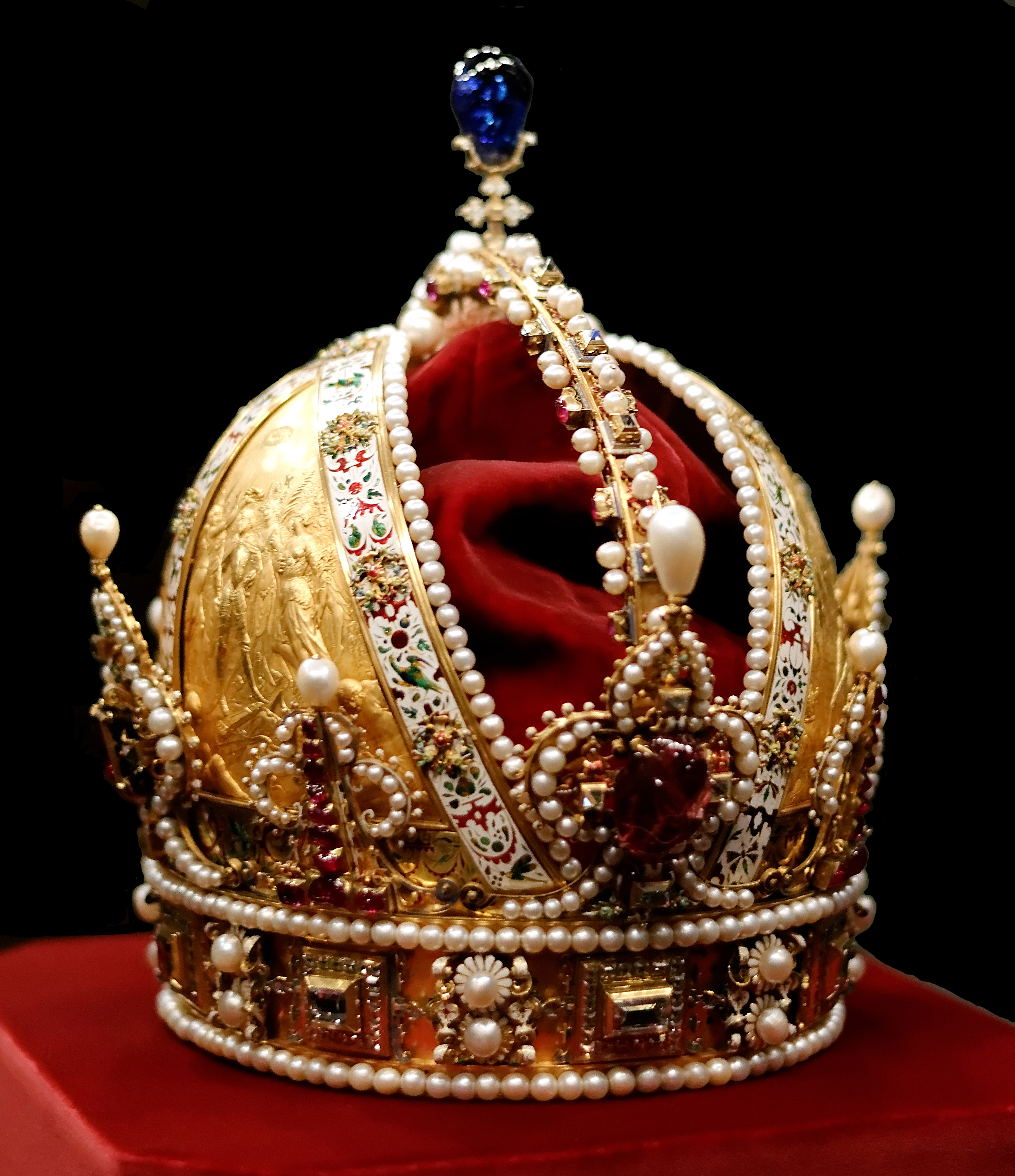
De keizerlijk kroon van Oostenrijk, vervaardigd door Jan Vermeyen

Jan Vermeyen (Brussel, vóór 1559 - Praag, 1606) was een maniëristisch goudsmid uit Brabant.

## Biografie
Jan Vermeyen werd in Brussel geboren als de zoon van de Brabantse schilder Jan Cornelisz Vermeyen. Hij werd opgeleid in de edelsmeedkunst en begon zijn loopbaan in de jaren 1580 in Antwerpen, waar hij ook trouwde. In 1592 was hij ingeschreven als lid van de gilde der goudsmeden in Frankfurt. Vanaf 1600 woonde en werkte hij in Praag, Kleine Zijde. 
Hij was een van de favoriete hofkunstenaars van keizer Rudolf II. Volgens de inventarissen bestaan er vandaag nog tien meesterwerken van Vermeyen, doorgaans schalen uit exotische materialen zoals bezoar of neushoornivoor, en kleurrijke edelstenen versierd met cameeën, gezet in goud. Een deel van deze meesterwerken wordt tentoongesteld in het Kunsthistorisches Museum in Wenen. Zijn bekendste werk is de gouden huiskroon van Rudolf II, gemaakt in 1602, als kroon van de Habsburgse erflanden, die later de keizerlijke kroon van Oostenrijk werd. Deze kroon wordt tentoongesteld in de schatkamer van de Hofburg in Wenen. Vermeyen stierf in Praag.

## Kroon in stadswapens
De kroon die Vermeyen voor Rudolf II vervaardigde, en daarom de Rudolfinische keizerskroon wordt genoemd, staat sindsdien ook afgebeeld in het stadswapen van Amsterdam. De stad mocht al sinds 1489 de kroon van het Heilige Roomse (Habsburgse) Rijk voeren, maar paste de afbeelding ervan aan in 1602 toen ook de keizer een nieuwe kroon kreeg. De kroon komt in meerdere stadswapens in Nederland voor, en is ook afgebeeld op de top van de Westertoren.
- Gemeinsame Normdatei: 1192875052
- Nationale Bibliotheek van Tsjechië: hka20191028678
- RKD-Nederlands Instituut voor Kunstgeschiedenis: 484489
- Union List of Artist Names: 500068273
- Virtual International Authority File: 96154549